# Мартинез, Анжела
Альварез Мартинез Анжела де ла Каридад (исп. Alvarez Martinez Angela de la Caridad; род. 14 ноября 1998 года, Куба) — кубинская спортсменка, борец вольного стиля. Чемпионка Кубы. Призёрка Панамериканского чемпионата 2023 по вольной борьбе.

## Спортивная карьера

### 2023
В мае стала участницей Панамериканского чемпионата 2023, в котором сенсационно выиграла олимпийскую чемпионку Хелен Марулис из США, но потерпела неудачу в следующем кругу и заняла лишь третье место. В июне выиграла Центральноамериканские и Карибские игры в Сальвадоре. В конце августа она выступила на Международном фестивале университетского спорта в Екатеринбурге, где одолела всех своих соперниц досрочно, завоевав золотую медаль для сборной Кубы.

## Спортивные результаты
- 2023 Панамериканский чемпионата — ;
- 2023 Центральноамериканские и Карибские игры — ;
- 2023 Международный фестиваль университетского спорта — ;

## Личная информация
Анжела является студенткой Университета физической культуры и спортивных наук имени Мануэля Фахардо.